# Yoshitoki Ōima
Yoshitoki Ōima (大今 良時 Ōima Yoshitoki, * 15. März 1989 in Ōgaki, Präfektur Gifu) ist eine japanische Mangaka, die für ihr Werk A Silent Voice Bekanntheit erlangte.

## Leben
Yoshitoki Ōima wurde am 15. März 1989 als Tochter einer Gebärdendolmetscherin in Ōgaki, Präfektur Gifu geboren und hat eine ältere Schwester und einen älteren Bruder. Sie kam durch ihre Mutter auf die Idee A Silent Voice als Manga umzusetzen. Bei der Erarbeitung des Mangas wurde Ōima von ihrer Mutter und ihrer Schwester unterstützt. Sie reichte A Silent Voice bereits im Jahr 2008 bei einem Newcomer-Wettbewerb des Weekly Shōnen Magazine ein und gewann dort den ersten Preis. Eine Publikation des Mangas kurz nach dem Wettbewerb wurde aufgrund von Bedenken des Verlages wegen der inhaltlichen Thematik zunächst nicht realisiert. Erst im Jahr 2011 erschien er als One Shot, wo er auf große Zustimmung stieß und ab 2013 als Mangaserie veröffentlicht wurde.
Ihr erster Manga ist Mardock Scramble und wurde erstmals 2009 veröffentlicht und stellt eine Adaptation des gleichnamigen Romans von Tow Ubukata dar. Sie zeigte sich zudem für die Illustration der Endsequenz in der neunten Episode der Animeserie Attack on Titan verantwortlich.

## Werke
- 2009: Mardock Scramble
- 2013: A Silent Voice
- 2015: Ore no 100-wame!! (in Zusammenarbeit mit anderen Mangazeichnern)
- 2016: To Your Eternity

## Auszeichnungen und Nominierungen
| Jahr | Auszeichnung             | Kategorie                                          | für              | Resultat           | Quellen       |
| ---- | ------------------------ | -------------------------------------------------- | ---------------- | ------------------ | ------------- |
| 2015 | Osamu-Tezuka-Kulturpreis | Nachwuchskünstlerpreis                             | A Silent Voice   | Gewonnen           | [ 6 ]         |
| 2015 | Manga Taishō             | Manga                                              | A Silent Voice   | Nominiert 3. Platz | [ 7 ] [ 8 ]   |
| 2016 | Eisner Award             | Best U.S. Edition of International Material (Asia) | A Silent Voice   | Nominiert          | [ 9 ]         |
| 2017 | Rudolph-Dirks-Award      | Bestes Szenario (Asien)                            | A Silent Voice   | Gewonnen           | [ 10 ]        |
| 2018 | Max-und-Moritz-Preis     | Leserpreis                                         | A Silent Voice   | Nominiert          | [ 11 ]        |
| 2018 | Japan Expo Awards        | Daruma d’Or Manga                                  | A Silent Voice   | Gewonnen           | [ 12 ]        |
| 2018 | Japan Expo Awards        | Daruma de la Meilleure Nouvelle Série              | To Your Eternity | Gewonnen           | [ 12 ]        |
| 2018 | Manga Taishō             | Manga                                              | To Your Eternity | Nominiert 5. Platz | [ 13 ] [ 14 ] |
| 2019 | AnimaniA Awards          | Bester Manga International                         | To Your Eternity | Nominiert          | [ 15 ]        |
| 2019 | Kodansha-Manga-Preis     | Bester Shōnen-Manga                                | To Your Eternity | Gewonnen           | [ 16 ]        |